# KGI 인수보험
KGI 인수보험(凱基人壽保險股份有限公司, KGI Life Insurance)은 대만의 생명보험 회사이다. 1963년 해외생명보험공사로 설립되었다. 중국개발금융지주회사(China Development Financial Holding Corporation)의 일부이다. 대만의 중국인수보험과 중국의 중국인수보험 사이에는 어떠한 비즈니스 관계도 없다.

## 같이 보기
- 대만의 기업 목록